# Stuplje kolostor
A Stuplje kolostor (szerbül: Манастир Ступље, romanizálva: Manastir Stuplje) szerb ortodox kolostor, amelyet Mihály arkangyalnak szenteltek, Gornji Vijačani faluban, Čelinac város közelében található, Bosznia-Hercegovina északnyugati részén a Bosznia-hercegovinai Szerb Köztársaságban.

## Története

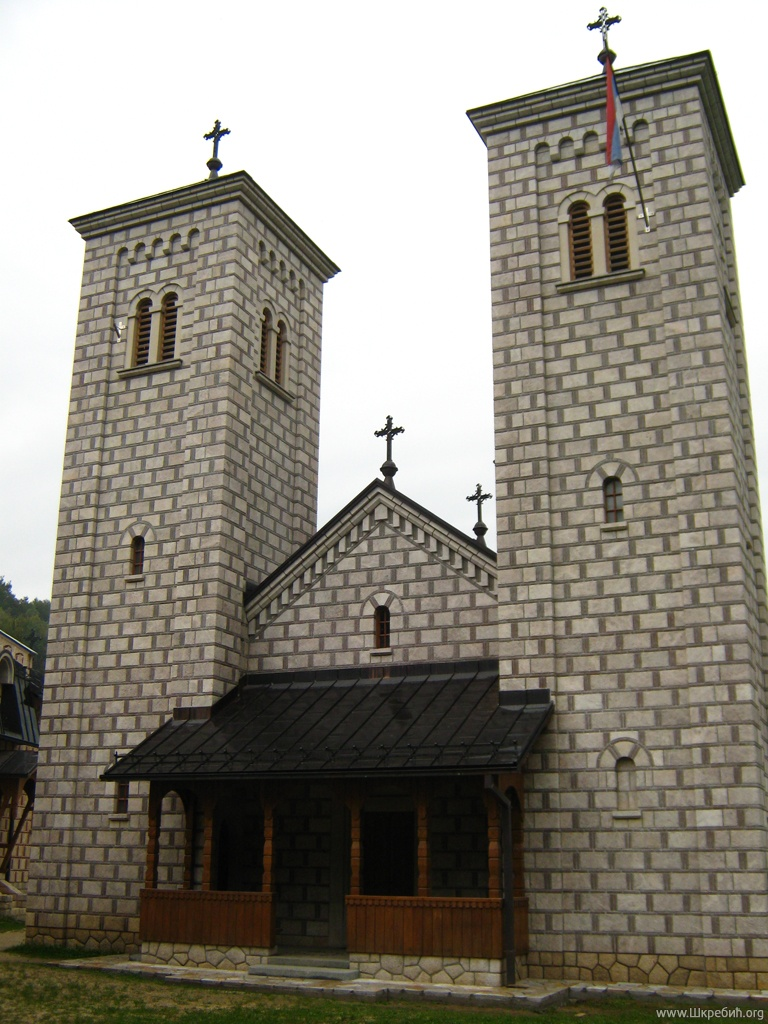
A kolostortemplom homlokzata

### A néphagyomány szerint
A néphagyomány Stuplje megalapítását Dragutin István szerb királynak, a szerb Nemanjić-dinasztia  egyik tagjának tulajdonítja, akárcsak más észak-boszniai szerb kolostorok esetében.

### A középkorban
Stuplje legkorábbi említése a 15. század második felére datált krónikában található. A kolostort valószínűleg 1450 előtt alapították, tehát a Boszniai Királyság 1463-as oszmán hódítása előtt. Ez a hódítás nem terjedt ki Északnyugat-Boszniára, amely azután a Magyar Királyság része lett, és amelyet az oszmánok 1527-ben meghódítottak. A 17. században a stupljei szerzetesek vallásos könyvek átírásában tevékenykedtek. A Szent Liga háborúja (1683–1699) idején a kolostort az oszmánok felgyújtották. Az életben maradt szerzetesek északra menekültek a Száva folyón át, és a szlavóniai Orahovicai kolostorban találtak menedéket. Számos kéziratos könyvüket vitték magukkal, amelyek így az orahovicai könyvtár részévé váltak.

### A 20. században
Idővel a stupljei kolostor minden nyoma eltűnt a föld színéről. A 20. században Stuplje bizonytalan fekvésű történelmi kifejezés volt, valahol Teslić környékén és a lipljei kolostor szomszédságában feltételezték. 1994 márciusában két helyi lakos kereste fel ezt a területet, akik Stupljét keresték Gornji Vijačani faluban, egy Crkvište nevű helységben, a Manastirica nevű patak és a Kaluđersko Brdo nevű domb közelében. A Crkvište, Manastirica és Kaluđersko helynevek tájékoztató jellegűek, a szerb crkva, manastir és kaluđer szavakból származnak, amelyek jelentése „templom”, „kolostor” és „szerzetes”. Feltárták egy bazilika formájú, 14 méter hosszú és 7,5 méter széles templomépület alapját. A legfelső kőréteg 30 centiméterrel a talajfelszín alatt volt. Az alapon belül és körülötte egy réteg égett törmelék volt. Egy régészcsoport 1997-ben újra felkereste a helyszínt, amikor a templom alapjától északra és nyugatra egy kolostori épület alapjait tárták fel. A tudósok arra a következtetésre jutottak, hogy ezek a leletek a stupljei kolostor maradványai.

### 2008-ban
Ezt követően a Banja Lukai Szerb Ortodox Egyházmegye vezetőjének kezdeményezésére úgy döntöttek, hogy a régészeti leletek helyén újjáépítik a kolostort, bár néhányan követelték a feltárt alapok konzerválását és a helyszín megóvását minden zavarástól. A Stuplje kolostort 2008 végén újjáépítették és felszentelték.

## Fordítás
- Ez a szócikk részben vagy egészben  a   Stuplje Monastery című angol Wikipédia-szócikk ezen változatának fordításán alapul.  Az eredeti cikk szerkesztőit annak laptörténete sorolja fel. Ez a jelzés csupán a megfogalmazás eredetét és a szerzői jogokat jelzi, nem szolgál a cikkben szereplő információk forrásmegjelöléseként.